# 駿太
駿太（しゅんた、本名：伊藤 駿太（いとう しゅんた）、1982年4月6日 - ）は、日本のキックボクサー。岐阜県出身。谷山ジム所属。第15代マーシャルアーツ日本キックボクシング連盟フェザー級王者、第2代WMAF世界フェザー級王者。
全身に多数のタトゥーを入れている。カリフラワーライスが大好きで毎日食している。平塚在住。ランニングも大好き。自身のYouTubeチャンネルでステーキをただ食べる動画はリスナーからかなりの高評価を得ている。

## 来歴

### IKUSA時代
2004年11月28日にIKUSA主催の興行「FUTURE FIGHTER IKUSA 6〜宙(SORA)〜GANGSTAR☆Z＠Velfarre」で、元NKBフェザー級王者のTURBΦと対戦。駿太はTURBΦのスピードについていけず、3R判定0-3で敗れた。
2005年3月12日にIKUSA主催の興行「IKUSA YGZ04 -BIRD-BASE-」の「IKUSA GP JUDGEMENT GAME 打撃GI」に参戦。元MA日本スーパーフェザー級王者の前沢カピラ義徳と対戦し、最初の3Rは判定0-1でドローの裁定が下り、延長戦1Rで0-3の判定負けを喫した。

### 日本王座獲得
2005年8月14日にMAキック主催「DETERMINATION (決心) 7th 〜梶原一騎19回忌追悼記念 第8回梶原一騎杯 キックガッツ2005〜」で、大高一郎（王者）の持つ日本フェザー級王座に挑戦。当時ランキング1位だった駿太は、ムエタイ式の戦い方を貫徹し、首相撲と膝蹴りで大高を終始圧倒した。5R判定3-0で勝利し、第15代日本フェザー級王者となった。
2006年3月5日にMAキック主催「SURPRISING-2nd」で、現役WMAF世界フェザー級王者のアトム山田と対戦。3R判定2-1で世界王者を下した。この後、負けがこんだ山田は、世界王座を自主的に返上している。
2006年4月29日にMAキック主催「SURPRISING-3rd」で行われたMA日本フェザー級タイトルマッチに出場。奥山光次（挑戦者/同級2位）と対戦し、4R目に膝蹴りで奥山からダウンを奪うなど健闘し、5R判定1-0のドローによる初防衛を果たした。しかし、試合内容に納得しなかった駿太は、奥山と共に観客に土下座し、マイクを渡されても反省の弁を述べただけだった。
2006年10月15日にNJKFのOGUNI GYMが主催する「ADVANCE IX 〜前進〜」に参戦。ルンピニー・スタジアムの元フェザー級4位だったヨーユット（タイ）と対戦し、5R判定1-2という僅差で敗れた。ジャッジの点数はわずかに1点差だった。
2007年4月6日にMAキック主催「BREAKDOWN 3」で、NJKFフェザー級4位の大川眞人と対戦。最初の3Rは判定1-1でドローとなり、延長1Rで判定2-1の僅差で大川を下した。
2007年9月24日に東京のディファ有明でM-1 MCが開催した「日タイ修好120周年記念イベント 120th ANNIVERSARY OF JAPAN-THAILAND 〜 MUAY THAI HEARTY SMILES」に出場し、コムパヤック・ウィラサクレック（タイ/M-1スーパーバンタム級王者）と対戦。1R終盤に駿太はコムパヤックの右ローキックに右ストレートのカウンターを合わせ、ダウンを奪い、そのまま決定打を許さず5R判定2-0で勝利した。コムパヤックはこの試合前に山本元気、藤原あらし、竹村健二の3人の日本人選手に勝っていた強豪選手だった。試合後、11月1日付けで発表されたWBCムエタイ日本ランキング委員会が制定「WBCムエタイ日本ランキング」のフェザー級で、前回のランキングでは名前が載っていなかったのにもかかわらず1位にランクインされた。これは、コムパヤックに勝利した実績が評価されたからであった。
2007年12月2日MAキック主催「BREAKDOWN-8 〜打破〜 MA.KICK祭り CHAMPION CARNIVAL」で、奥山光次（同級2位）を相手に自身の持つ王座の3度目の防衛戦を行った。奥山とは通算4度目の対戦で、2R目に左ローキックで奥山からダウンを奪うと、奥山のセコンドがタイルを投入し、2R 1:14TKO勝ちして、3度目の防衛に成功した。奥山は両膝の辺りにテーピングをしており、タオル投入は脚部へのダメージを心配したセコンド側の判断だった。
2008年1月27日にNJKF主催「START OF NEW LEGEND 〜新伝説の始まり〜 Start Me Up!!」の交流戦で、NJKFフェザー級、WPMO世界スーパーフェザー級王者の久保優太と対戦。4R目に、久保の左ミドルに左ストレートでダウンを奪い、5R判定2-0で他団体王者に勝利した。
2008年5月6日に東京でジャパン・ムエタイ・センターが主催する「RIDE ON TIME」に出場。セーンチャイ・ジラグリアングライ（タイ/WBCムエタイ世界フェザー級15位）と対戦。2Rに右肘打ちで、セーンチャイの左まぶたをカットし、セーンチャイは3R目にドクターチェックを受けた。試合は5R判定2-1で、駿太がセーンチャイを下した。点差が1点という薄氷の勝利で、また、この試合はWBCムエタイルールに基づいて行われた。

### 世界王座獲得
2008年6月15日に東京のディファ有明で開催された「BREAK THROUGH-4 〜突破口〜 KICKGUTS 2008 梶原一騎22回忌追悼記念・第11回梶原一騎杯」の WMAF世界フェザー級王者決定戦（3分5R、延長1R）に出場。チュン・ジェ・ヒュイ（韓国/韓国ムエタイキック協会フェザー級王者）を5R判定3-0で下し、第2代王者になった。なお、梶原一騎杯も同時に獲得した。その後、日本王座は返上した。
2008年9月15日に「CROSSPOINT presents X-TRA!」でWBCムエタイルールで、トーン・ルークマカームワーン（タイ/ラジャダムナン・スタジアムスーパーバンタム級王者、WBCムエタイ同級3位）と対戦。現役タイ人ムエタイ王者との対戦だったが、ローキックで活路を見出し、5R判定0-1の引き分けとなった。駿太本人は、1R以外は押されていたと感じたこと、ローキックもカットされたように感じたこと、トーンがWBCムエタイでの試合が初めてだったことを上げ、有利な立場にいながら試合を優勢に進められなかったことから、試合内容に厳しい評価を下した。

### ムエタイ世界王座挑戦
2008年12月22日に行われた「ラジャダムナン・スタジアム生誕63周年記念興行」のチューチャルン・ラウィーアラムウォンがプロモートする大会で、WMC世界フェザー級王者決定戦に出場した。デンダナイ・PKステレオ（タイ/同級10位）と対戦したが、5R判定0-3で敗れた。この試合で、試合前に痛めていた脚が悪化したため、2009年1月18日に出場する予定だった「M.I.D JAPAN プレゼンツ ムエローク Japan 2009 〜最大最強のムエタイ祭り〜」への参加をキャンセルした。この怪我がなければ、駿太はノンオー・シットオー（タイ / ルンピニー・スタジアム3冠王、2005年度ムエタイ最優秀選手）と対戦することになっていた。
2009年8月2日に行われた「第12回梶原一騎杯」で、デットパノム・チューワッタナ（タイ / ラジャダムナン・スタジアム スーパーバンタム級王者）と対戦。3Rまでローキックを集中的に蹴ったことで相手の足にダメージを蓄積させることに成功。3Rに右ローキックでダウンを奪い、最後は右肘打ちでKOした。
2010年12月1日、Fujiwara Festival 〜藤原祭り2010〜のメインイベントで前田尚紀と対戦し、5Rに右肘打ちでダウンを奪った上で2-1の判定勝ちを収めた。
2011年8月21日、ビッグバン・統一への道 其の六のメインイベントでラジャダムナンスタジアム認定スーパーバンタム級王者シリモンコン・PKステレオと対戦し0-3の判定負けを喫した。
2011年10月9日、MA日本キックボクシング連盟「BREAK-18～Sils～」で行われたWMAF世界フェザー級タイトルマッチでキム・ジェスクと対戦し、1Rから3度のダウンを奪い2度目の防衛に成功した。

## 戦績
| キックボクシング 戦績 | キックボクシング 戦績 | キックボクシング 戦績 | キックボクシング 戦績 | キックボクシング 戦績 | キックボクシング 戦績 | キックボクシング 戦績 |
| --------------------- | --------------------- | --------------------- | --------------------- | --------------------- | --------------------- | --------------------- |
| 40 試合               | (T)KO                 | 判定                  | その他                | 引き分け              | 無効試合              |                       |
| 25 勝                 | 8                     | 17                    |                       | 4                     | 0                     |                       |
| 11 敗                 | 3                     | 8                     | 0                     | 4                     | 0                     |                       |

| 勝敗 | 対戦相手                                            | 試合結果                                    | 大会名 | 開催年月日     |
| ×    | 秋元皓貴                                            | 5R終了 判定0-3                              | 谷山ジム「ビッグバン・統一への道 其の十一」 | 2012年12月2日  |
| ○    | 立嶋篤史                                            | 5R終了 判定3-0                              | 谷山ジム「ビッグバン・統一への道 其の十」 | 2012年9月2日   |
| ×    | カイムックカーオ・ワチャラチャイ                    | 5R終了 判定0-3                              | 谷山ジム「ビッグバン・統一への道 其の九」 | 2012年6月3日   |
| ○    | 蘇我英樹                                            | 5R終了 判定2-0                              | 新日本キックボクシング協会「BRAVE HEARTS 18」 | 2012年1月15日  |
| ○    | ファーサンハン・ポーラースア                        | 4R 0:27 KO（右肘打ち）                      | 谷山ジム「ビッグバン・統一への道 其の七」 | 2011年12月11日 |
| ○    | キム・ジェスク                                      | 1R 2:19 KO（3ノックダウン:右肘連打）        | マーシャルアーツ日本キックボクシング連盟 「BREAK-18 〜Sils〜」 【WMAF世界フェザー級タイトルマッチ】                                                                  | 2011年10月9日  |
| ×    | シリモンコン・PKステレオ                            | 5R終了 判定0-3                              | 谷山ジム「ビッグバン・統一への道 其の六」 | 2011年8月21日  |
| ○    | チャイディー・カー                                  | 5R終了 判定3-0                              | 谷山ジム「ビッグバン・統一への道 其の五」 | 2011年5月15日  |
| ○    | キム・ジンヒョック                                  | 5R終了 判定3-0                              | 谷山ジム「ビッグバン・統一への道 其の四」 | 2011年2月5日   |
| ○    | 前田尚紀                                            | 5R終了 判定2-1                              | Fujiwara Festival 〜藤原祭り2010〜 | 2010年12月1日  |
| ○    | 蘇我英樹                                            | 5R終了 判定2-1                              | 谷山ジム主催「Big bang 2 〜ビッグバン 統一への道 其の弐〜」 | 2010年7月31日  |
| ○    | 金景完                                              | 4R 2:32 KO（肘打ち）                        | マーシャルアーツ日本キックボクシング連盟 「BREAK-2 〜WMAF世界フェザー級タイトルマッチ＆ウェルター級王座決定戦〜」 【WMAF世界フェザー級タイトルマッチ】               | 2010年5月30日  |
| ×    | センモラコット・チュワタナ                          | 2R 2:17 KO（左ハイキック）                  | マーシャルアーツ日本キックボクシング連盟 「谷山ジム25周年記念興行 ビッグ・バン〜統一への道」                                                                         | 2010年3月28日  |
| ×    | サムラーンデット・モー ・ラーチャパットジョームブン | 3R 1:37 TKO（ドクターストップ：眉間カット） | マーシャルアーツ日本キックボクシング連盟 「BREAK THROUGH-14 〜突破口〜」 【WMCフェザー級王座決定戦】                                                                 | 2009年12月4日  |
| ○    | デットパノム・チューワッタナ                        | 3R 2:32 KO（右肘打ち）                      | マーシャルアーツ日本キックボクシング連盟 「BREAK THROUGH-12〜突破口〜 KICKGUTS 2009 〜梶原一騎23回忌追悼記念・第12回梶原一騎杯」                                     | 2009年8月2日   |
| ×    | アヌワット・ゲーオサムリット                        | 1R 2:05 TKO（右フック）                     | M-1 FAIRTEX ムエタイチャレンジ 2009「Yod Nak Suu vol.1」 【WPMF世界フェザー級タイトルマッチ】                                                                        | 2009年3月1日   |
| ×    | デンダナイ・PKステレオ                              | 5R終了 判定0-3                              | ラジャダムナン・スタジアム生誕63周年記念興行 【WMCフェザー級王座決定戦】                                                                                             | 2008年12月22日 |
| △    | トーン・ルークマカームワーン                        | 5R終了 判定0-1                              | CROSSPOINT presents X-TRA! | 2008年9月15日  |
| ○    | チュン・ジェ・ヒュイ                                | 5R終了 判定3-0                              | マーシャルアーツ日本キックボクシング連盟 「BREAK THROUGH-4 〜突破口 KICKGUTS 2008〜 梶原一騎22回忌追悼記念・第11回梶原一騎杯」 【WMAF世界フェザー級王座決定戦】      | 2008年6月15日  |
| ○    | セーンチャイ・ジラグリアングライ                    | 5R終了 判定2-1                              | ジャパン・ムエタイ・センター「RIDE ON TIME」 | 2008年5月6日   |
| ○    | 久保優太                                            | 5R終了 判定2-0                              | ニュージャパンキックボクシング連盟 「START OF NEW LEGEND 〜新伝説の始まり〜」                                                                                        | 2008年1月27日  |
| ○    | 奥山光次                                            | 2R 1:14 TKO（タオル投入）                   | マーシャルアーツ日本キックボクシング連盟 「BREAKDOWN-8 〜打破〜 MA.KICK祭り CHAMPION CARNIVAL」 【MA日本フェザー級タイトルマッチ】                                   | 2007年12月2日  |
| ○    | コムパヤック・ウィラサクレック                      | 5R終了 判定2-0                              | M-1「120th ANNIVERSARY OF JAPAN-THAILAND」 | 2007年9月24日  |
| ○    | 大川眞人                                            | 3R+延長R終了 判定2-1                        | マーシャルアーツ日本キックボクシング連盟「BREAK DOWN 3 〜打破〜」 | 2007年4月6日   |
| ○    | 田中秀和                                            | 2R 1:08 KO（右フック）                      | マーシャルアーツ日本キックボクシング連盟 「マーシャルアーツキック賞金争奪トーナメント士道館新春正月興行」 【MA日本フェザー級タイトルマッチ】                         | 2007年1月12日  |
| ×    | ヨーユット                                          | 5R終了 判定1-2                              | ニュージャパンキックボクシング連盟「ADVANCE IX 〜前進〜」 | 2006年10月15日 |
| △    | 奥山光次                                            | 5R終了 判定1-0                              | マーシャルアーツ日本キックボクシング連盟「SURPRISING-3rd」 【MA日本フェザー級タイトルマッチ】                                                                        | 2006年4月29日  |
| ○    | アトム山田                                          | 3R終了 判定2-1                              | マーシャルアーツ日本キックボクシング連盟「SUPRISING-2nd」 | 2006年3月5日   |
| ○    | 大高一郎                                            | 5R終了 判定3-0                              | マーシャルアーツ日本キックボクシング連盟 「DETERMINATION (決心) 7th 〜梶原一騎19回忌追悼記念 第8回梶原一騎杯 キックガッツ2005〜」 【MA日本フェザー級タイトルマッチ】 | 2005年8月14日  |
| ○    | 奥山光治                                            | 3R終了 判定3-0                              | マーシャルアーツ日本キックボクシング連盟 「東金ジム27周年記念大会 DETERMINATION (決心) 5th 〜戦場の狼〜」 【フェザー級次期王座挑戦者決定戦】                         | 2005年6月24日  |
| ×    | 前沢カピラ義徳                                      | 3R+延長R終了 判定0-3                        | IKUSA YGZ04 -BIRD-BASE- 【IKUSA GP JUDGEMENT GAME】 | 2005年3月12日  |
| ×    | TURBO                                               | 3R終了 判定0-3                              | FUTURE FIGHTER IKUSA 6 〜宙(SORA)〜GANGSTAR☆Z＠Velfarre | 2004年11月28日 |
| ×    | 大高一郎                                            | 3R終了 判定0-2                              | マーシャルアーツ日本キックボクシング連盟 「SUPREME-4 梶原一騎18回忌追悼記念 第7回梶原一騎杯 キックガッツ2004」 【フェザー級王座挑戦者決定トーナメント 準決勝】       | 2004年6月6日   |
| ○    | 吉岡篤史                                            | 3R+延長R終了 判定3-0                        | マーシャルアーツ日本キックボクシング連盟 「東金ジム26th anniversary SUPREME-3 〜戦場の虎〜」 【フェザー級王座挑戦者決定トーナメント 1回戦】                          | 2004年5月9日   |
| △    | 奥山晃次                                            | 3R終了 判定1-0                              | マーシャルアーツ日本キックボクシング連盟「SUPREME-2 〜最高のキック〜」 【ヤングファイト】                                                                            | 2004年3月14日  |
| ○    | 植松辰弥                                            | 3R終了 判定3-0                              | IKUSA「Young Gunners 2」 | 2003年11月16日 |
| ○    | 萬田隼人                                            | 2R 2:33 KO（膝蹴り）                        | FUTURE FIGHTER IKUSA 4 〜宴〜 FIREWORKS | 2003年8月30日  |
| △    | 佑機                                                | 3R終了 判定0-0                              | 新・格闘技の祭典 【MAキックボクシング・ヤングファイト】 | 2003年7月13日  |
| ○    | 五十嵐悟                                            | 3R終了 判定3-0                              | FUTURE FIGTHER IKUSA | 2003年2月16日  |

## 獲得タイトル
- 第15代マーシャルアーツ日本キックボクシング連盟フェザー級王座（1度防衛）
- 第2代WMAF世界フェザー級王座（1度防衛）

## 受賞歴
- 2007年度優秀選手賞（MA日本、2008年1月14日）